# Kabale
Kabale is de hoofdplaats van het district Kabale in het zuidwesten van Oeganda. Kabale telde in 2002 bij de volkstelling 45.757 inwoners.
Sinds 1966 is Kabale de zetel van een rooms-katholiek bisdom.